# Коронационный альбом Михаила Фёдоровича

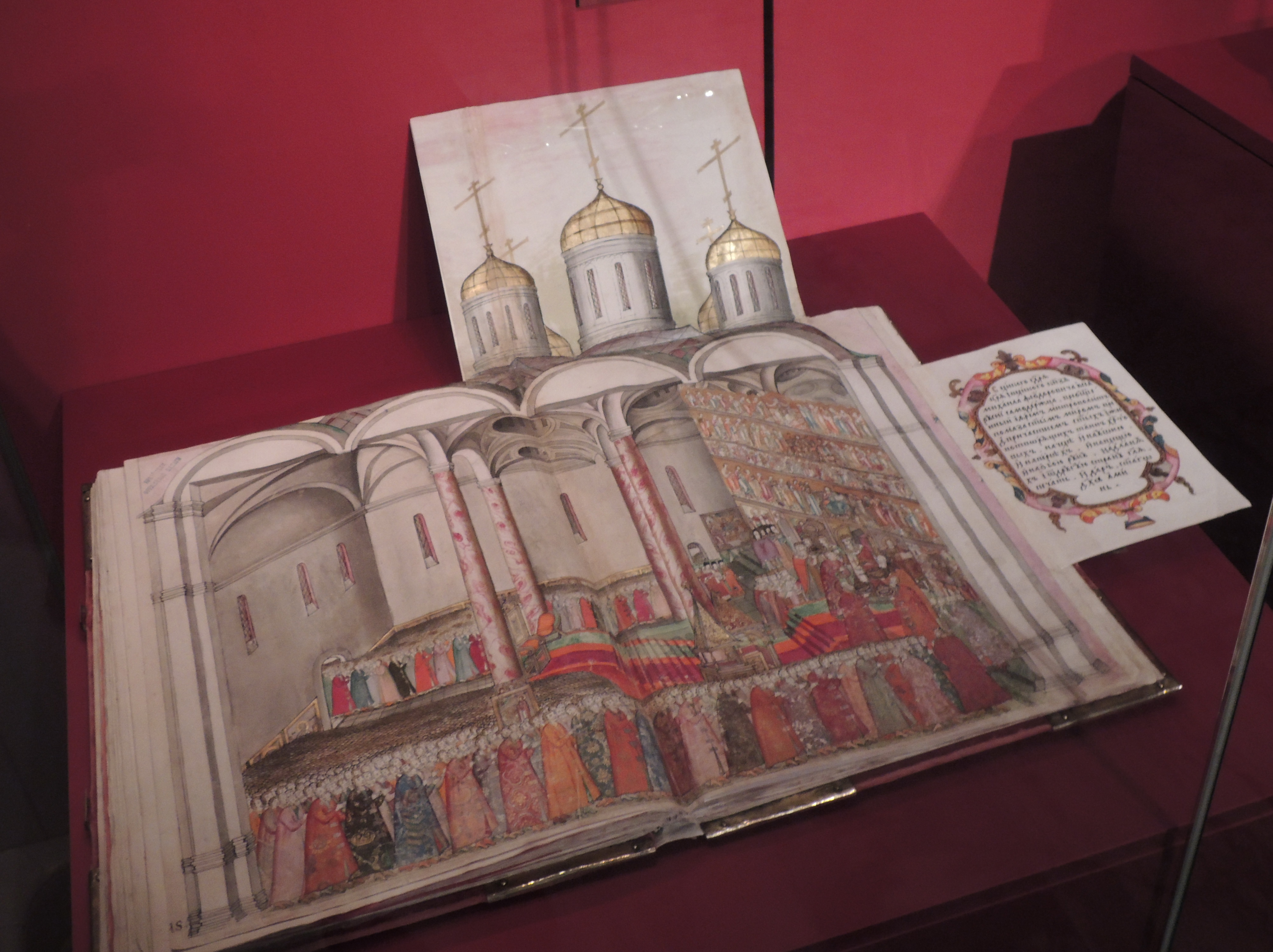
Манускрипт «Книга об избрании на превысочайший престол великого российского царствия великого государя царя и великого князя Михаила Федоровича всея великия России самодержца». Москва, Посольский приказ, 1672—1673. Бумага, твореные золото и серебро, серебро, бархат, чернила, темпера. Музеи Московского Кремля

Коронационный альбом Михаила Федоровича — церемониальный альбом, посвящённый венчанию на царство первого царя из дома Романовых. Существует в единственном рукописном варианте и в нескольких репринтах.

## Манускрипт XVII века
Михаил Федорович — первый русский царь из династии Романовых, был избран на царствование Земским собором 7 февраля 1613. Обряд Венчания на царство Михаила Федоровича Романова был совершен 11 июля 1613 г. митрополитом Казанским Ефремом.
Иллюстрированный альбом, посвященный его коронации, был создан в 1672—1673 годах году в рукописном виде. «Книга об избрании на превысочайший престол великого российского царствия великого государя царя и великого князя Михаила Федоровича всея великия России самодержца» хранится в Музеях Московского Кремля.

## Печатные издания

### Издание XIX века

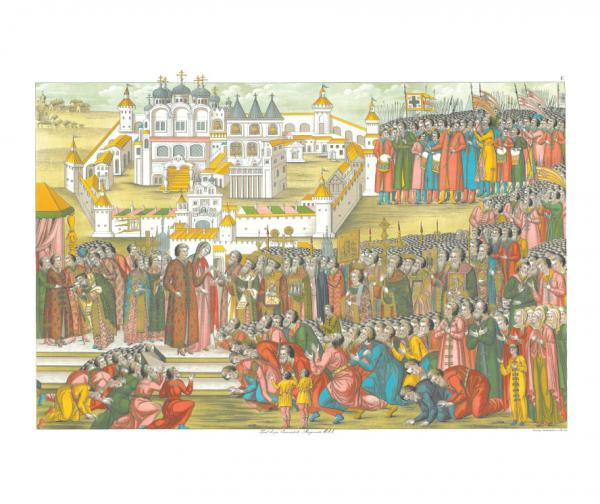
Цветная иллюстрация из альбома

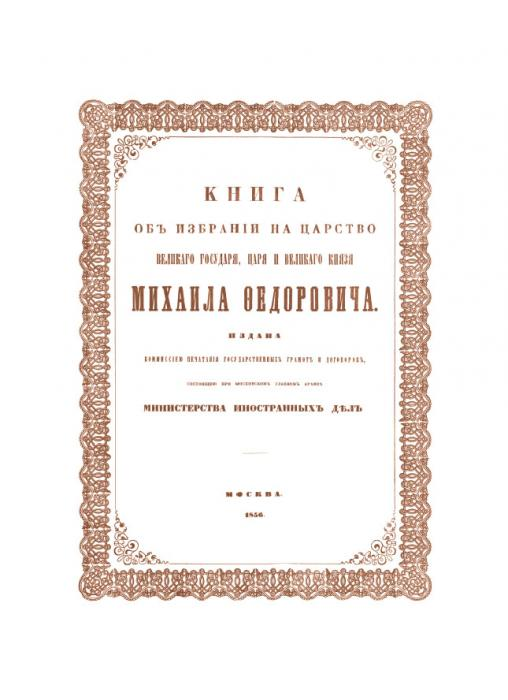
Титульный лист альбома

В 1856 году, в связи с ростом интереса к допетровской эпохе, в императорской России был выпущен своего рода «репринт» древней рукописи. Подготовка издания 1856 года началась по указанию императора Николая I, но вышла только к моменту начала торжеств при восшествии на престол Александра II.
Печатный альбом воспроизводит церковнославянский текст рукописной книги XVII века, поднесенной царю Алексею Михайловичу в 1673 г., а также несколько иллюстраций: титульный лист и портрет царя Михаила Федоровича (воспроизведены в цвете хромолитографическим способом).
По сравнению с оригиналом изменилась форма подачи некоторых частей альбома: рисунки, которые вклеивались между листов подлинного текста, были оформлены как отдельная тетрадь.
Предисловие к изданию содержит описание церемонии венчания Михаила Федоровича на царство и историю создания рукописной «Книги об избрании на царство…».
Полный комплект издания состоит из:
- «Книги об избрании на царство великого государя, царя и великого князя Михаила Федоровича»,
- «Рисунков, принадлежащих к книге об избрании на царство великого государя, царя и великого князя Михаила Федоровича»
- и книги на французском языке «Объяснение рисунков, представляющих избрание и коронование царя Михаила Федоровича Романова».

Здесь был издан важный исторический документ — «Описание избрания и венчания на царство Михаила Федоровича Романова», составленный в XVII в. по актовым материалам коронации. Автор текста был установлен на основе приказных документов и челобитных, им назван руководитель Посольского приказа знаменитый боярин Артамон Сергеевич Матвеев. Написал же оригинал документа подьячий Посольского приказа Иван Верещагин. 
Перед текстом документа помещена историческая справка о возникновении обряда венчания и его развитии к началу XVII в., о ходе церемонии венчания Михаила Федоровича; описание рукописей, по которым печатался текст, история их создания.

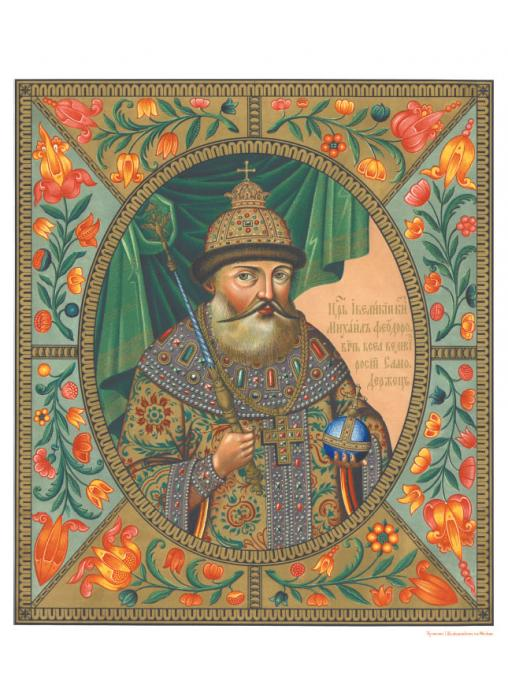
Парадный портрет Михаила Федоровича

В книге представлен портрет первого царя Михаила Федоровича в парадном облачении, выполненный в технике хромолитографии.
Иллюстрация и шмуцтитул изготовлены в заведении И. Шелковникова.

Текст издания помещен в литографированные орнаментальные рамки и сопровождается золочеными инициалами и концовками. 
К рукописи прилагались листы 21 миниатюры, запечатлевших ход церемонии венчания.
Над созданием миниатюр работали выдающиеся иконописцы Иван Максимов, Сергей Рожков и их помощники. Изображения были иллюминированы красками, а также сусальным золотом и серебром. 
Эти роскошные иллюстрации воспроизведены в альбоме очерковых гравюр, выполненных Е. О. Скотниковым и П. И. Моисеевым, прилагавшемся к изданию.

### Издание XX века
- Васенко П. Г. Бояре Романовы и воцарение Михаила Феoдоровича / [текст и ред. магистра рус. истории П. Г. Васенко; заставки, концовки, заглавные буквы — академика Л. Е. Дмитриева-Кавказскаго; гелиогравюра — Р. Голике и А. Вильборга; клише — цинкографии «Унион»; цв. рис. — фотоцинкографии С. М. Прокудина-Горскаго]. — Санкт-Петербург : издание Комитета для устройства празднования трехсотлетия царствования Дома Романовых, 1913 (Гос. тип.) онлайн

### Переиздание XXI века
В 2009 году в петербургском издательстве, среди факсимиле нескольких других церемониальных альбомов российских императоров вышло переиздание и коронационного альбома Михаила Федоровича — Книга об избрании на царство великого государя, царя и великого князя Михаила Федоровича. — Факсимильное издание 1856 г. — СПб.: Альфарет, 2009.